# Sender Siegen-Giersberg
Die Sendeanlage Siegen-Giersberg, auch Sender Siegen genannt, ist eine Sendeanlage für Hörfunk und Fernsehen des Westdeutschen Rundfunks auf dem 358 Meter hohen Giersberg in Siegen, die 1950 in Betrieb ging. Die UKW-Frequenzen haben eine relativ geringe Sendeleistung und dienen somit nur als Füllsender für die Stadt Siegen. Die digitalen Frequenzen von DVB-T2 und DAB+ versorgen dagegen auch das benachbarte Rheinland-Pfalz.

## Antennenträger
Als Antennenträger wird seit 2001 ein 103 Meter hoher (ohne DVB-T-Antenne) geerdeter, abgespannter Stahlfachwerkmast genutzt, der in zwei Ebenen in 37 und 79 Metern Höhe abgespannt ist.
Der Mast hat einen quadratischen Querschnitt mit einer Seitenlänge von 1,40 Metern.
Ende Dezember 2001 ersetzte der rund acht Mio. Euro teure neue Mast den alten Sendemast, der zehn Meter kürzer war und im Unterschied zu diesem gegen Erde isoliert war, da er ebenfalls als Sendeantenne des Mittelwellensenders diente. Er befand sich seit 1950 auf dem Giersberg, war der Antennenlast jedoch nicht mehr gewachsen.
Im August 2007 wurde auf den Kopf des Mastes eine DVB-T-Sendeantenne montiert. Nach der Beendigung der Abstrahlung des Ersten Programmes im VHF-III-Band wurde am 13. November des gleichen Jahres das digitale Fernsehen DVB-T gestartet. Seitdem wird vertikale Abstrahlung benutzt, um den mobilen Empfang in Siegen zu erleichtern.
Im Januar 2021 wurde die UKW-Reserve-Antenne gegen eine neue Antenne für WDR5 getauscht, da der WDR die Frequenz für WDR5 auf den Giersberg verlagert hat um den Standort Kindelsberg nicht mehr für die Rundfunkversorgung zu brauchen. Die neue Antenne hat die für diese Frequenz notwendigen Einzüge insbesondere in Richtung des auf gleicher Frequenz sendenden Standorts Langenberg.

## Aktuelle Programme und Frequenzen

### Analoges Radio (UKW)
Beim Antennendiagramm sind im Falle gerichteter Strahlung die Hauptstrahlrichtungen in Grad angegeben.
| Frequenz (MHz) | Programm     | RDS PS            | RDS PI               | Regionalisierung    | ERP (kW) | Antennen- diagramm rund (ND), gerichtet (D) | Polarisation horizontal (H)/ vertikal (V) |
| -------------- | ------------ | ----------------- | -------------------- | ------------------- | -------- | ------------------------------------------- | ----------------------------------------- |
| 107,5          | 1Live        | _1LIVE__          | D391                 | –                   | 0,5      | ND                                          | H                                         |
| 97,1           | WDR 2        | WDR_2_SI WDR_2___ | DB92 (regional) D392 | Siegen/Südwestfalen | 0,5      | ND                                          | H                                         |
| 98,4           | WDR 3        | WDR_3___          | D393                 | –                   | 1        | ND                                          | H                                         |
| 101,2          | WDR 4        | WDR_4___          | D394                 | Siegen              | 0,5      | ND                                          | H                                         |
| 97,6           | WDR 5        | WDR_5___          | D395                 | –                   | 0,5      | D                                           | H                                         |
| 88,2           | Radio Siegen | __SIEGEN          | DB9D                 | –                   | 0,5      | ND                                          | H                                         |

Das UKW Programm WDR 5 wurde bis zum 11. Februar 2021 von der nördlich gelegenen Sendeanlage des WDR auf dem Kindelsberg abgestrahlt. Die Sender Deutschlandfunk und Deutschlandfunk Kultur werden auf zwei UKW-Füllfrequenzen (94,2 und 100,20 MHz) von einem kleinen Sendeturm auf dem Fischbacherberg für das Stadtgebiet verbreitet.

### Digitales Radio (DAB+)

Detailaufnahme der DVB-T-Antenne, darunter UKW

Vom Sendeturm wird das Paket des Westdeutschen Rundfunks abgestrahlt. Am 29. August 2012 erfolgte der Wechsel von DAB-Kanal 12D auf DAB-Kanal 11D. Der Multiplex sendet unter der Bezeichnung WDR NRW (zuvor Radio für NRW) und wird mit einer Leistung von 1 kW (anfangs bis 9. Juli 2019 nur 0,36 kW) ERP vertikal übertragen. Ebenso wird dieses Paket vom benachbarten Sender Ederkopf bei Netphen mit 10 kW abgestrahlt. Nachdem der Fernmeldeturm Eisernhardt ursprünglich 2010 abgeschaltet wurde, ist dieser seit 14. Dezember 2015 mit einer Sendeleistung von 10 kW wieder auf Sendung. Von dort werden die beiden sogenannten Bundesmuxe und der private Landesmux mit den Programmen des Deutschlandradios, sunshine live, Schlagerparadies, Klassik Radio, RTL Radio, Antenne NRW und vielen anderen verbreitet. Zusammen mit der ca. 12 km Luftlinie entfernten SWR Sendeanlage in der Nähe von Mudersbach ist der flächendeckende Empfang von insgesamt 71 Digitalradio Programmen im Stadtgebiet Siegen sichergestellt. Die angrenzenden Städte und Gemeinden sind nur teilversorgt.
| Block                  | Programme (Datendienste) | ERP (kW) | Antennen- diagramm rund (ND), gerichtet (D) | Polarisation horizontal (H)/ vertikal (V) | Gleichwellennetz (SFN) |
| ---------------------- | --- | -------- | ------------------------------------------- | ----------------------------------------- | --- |
| 11D WDR NRW (D__00236) | - 1 Live (88 kbps) - 1 Live diggi (88 kbps) - WDR 2 Rhein-Ruhr (RR) (88 kbps) - WDR 2 Ostwestfalen-Lippe (OW) (88 kbps) - WDR 2 Südwestfalen (SW) (88 kbps) - WDR 3 (120 kbps) - WDR 4 Rhein-Ruhr (RR) (88 kbps) - WDR 4 Ostwestfalen-Lippe (OW) (88 kbps) - WDR 4 Südwestfalen (SW) (88 kbps) - WDR 5 (88 kbps) - WDRcosmo (80 kbps) - WDR Maus (80 kbps) - WDR Event (56 kbps) - WDR EPG (8 kbps) - ARD TPEG (16 kbps) | 1        | D                                           | V                                         | - Region Aachen: Aachen (Stolberg-Donnerberg), Eifel (Dahlem-Bärbelkreuz) - Bergisches Land: Engelskirchen (Hohe Warte), Gummersbach (Kerberg), Remscheid (Hohenhagen), Wuppertal (Auf der Königshöhe) - Rheinland: Bonn (Venusberg), Köln (Kölnturm) - Rhein-Ruhr: Düsseldorf (Rheinturm), Gelsenkirchen-Scholven, Kleve (Bresserberg), Langenberg (Hordtberg), Viersen (Süchtelner Höhen) - Ruhrgebiet: Dortmund (Florianturm) - Münsterland: Ibbenbüren (Blomenkamp), Münster (Nottuln-Baumberge), Oelde (Mackenberg), Schöppingen - Ostwestfalen-Lippe: Bad Oeynhausen (P.Westf.-Wittekindsberg), Bielefeld (Hünenburg), Herford (Eggeberg), Höxter (Holzminden), Stemwede (Arrenkamp), Teutoburger Wald (Bielstein), Warburg, Willebadessen (Eggegebirge) - Südwestfalen: Biedenkopf (Sackpfeife), Ederkopf (Oberste Henn), Hallenberg (Bollerberg), Hochsauerland (Hunau), Lennestadt (Kuhhelle), Meschede, Nordhelle, Olsberg, Siegen (Giersberg) |

### Digitales Fernsehen (DVB-T2 HD)
Am 5. Dezember 2018 wurden die 3 Sendeanlagen in Südwestfalen (Nordhelle, Siegen und Hochsauerland) auf DVB-T2 umgestellt. Es sind 15 öffentlich-rechtliche Fernsehprogramme in Full HD Qualität (1080p) empfangbar. Die Bezahlplattform Freenet TV wird nicht, wie andernorts üblich, über den Stadtsender Siegen verbreitet.
| Kanal | Frequenz (MHz) | Multiplex              | Programme im Multiplex | ERP (kW) | Antennendiagramm rund (ND)/gerichtet (D) | Polarisation horizontal (H)/ vertikal (V) | Gleichwellennetz (SFN)           |
| ----- | -------------- | ---------------------- | --- | -------- | ---------------------------------------- | ----------------------------------------- | -------------------------------- |
| 21    | 474            | WDR2                   | - MDR Fernsehen HD (Sachsen-Anhalt) - NDR Fernsehen HD (Niedersachsen) - phoenix HD - SWR Fernsehen HD (Rheinland-Pfalz) - tagesschau24 HD | 20       | ND                                       | V                                         | Nordhelle, Hochsauerland, Siegen |
| 30    | 546            | ZDF                    | - ZDF HD - ZDFinfo HD - ZDFneo HD - 3sat HD - KiKa HD                                                                                      | 20       | ND                                       | V                                         | Nordhelle, Hochsauerland, Siegen |
| 44    | 658            | WDR1 Bielefeld/ Siegen | - Das Erste HD - arte HD - One HD - WDR Fernsehen HD (Bielefeld) - WDR Fernsehen HD (Siegen) temporär                                      | 20       | ND                                       | V                                         | Nordhelle, Hochsauerland, Siegen |

## Frühere Programme und Frequenzen

### Analoges Fernsehen (PAL)
Vor der Umstellung auf DVB-T diente der Sendestandort für analoges Fernsehen:
| Kanal | Frequenz (MHz) | Programm        | ERP (kW) | Sendediagramm rund (ND)/ gerichtet (D) | Polarisation horizontal (H)/ vertikal (V) |
| ----- | -------------- | --------------- | -------- | -------------------------------------- | ----------------------------------------- |
| 5     | 175,25         | Das Erste (WDR) | 0,0016   | ND                                     | H                                         |

### Digitales Fernsehen (DVB-T)
Die DVB-T-Ausstrahlungen auf der Sendeanlage Siegen-Giersberg liefen vom 13. November 2007 bis zum 5. Dezember 2018 und wurden im Gleichwellenbetrieb (Single Frequency Network) mit den Sendestandorten WDR-Sendeturm Nordhelle und dem Fernmeldeturm Bödefeld verbreitet. Der hohe Kanal 60 hatte eine größere Dämpfung und eignete sich trotz der doppelten Sendeleistung nicht für den Fernempfang.
| Kanal | Frequenz (MHz) | Multiplex                       | Programme im Multiplex | ERP (kW) | Antennendiagramm rund (ND)/ gerichtet (D) | Polarisation horizontal (H)/ vertikal (V) | Modulations- verfahren | FEC | Guard- intervall | Bitrate (MBit/s) | Gleichwellennetz (SFN)                                                                                  |
| ----- | -------------- | ------------------------------- | --- | -------- | ----------------------------------------- | ----------------------------------------- | ---------------------- | --- | ---------------- | ---------------- | --- |
| 60    | 786            | ARD Digital (WDR)               | - Das Erste (WDR) - Phoenix - ARTE - Einsfestival                                                                             | 40       | ND                                        | V                                         | 16-QAM (8-k-Modus)     | 2/3 | 1/4              | 13,27            | Nordhelle (Ebbegebirge), Fernmeldeturm Bödefeld (Hochsauerland Hunau Schmallenberg), Giersberg (Siegen) |
| 27    | 522            | ARD regional (WDR Südwestfalen) | - WDR Fernsehen Südwestfalen - MDR Fernsehen (Sachsen-Anhalt) - NDR Fernsehen (Niedersachsen) - SWR Fernsehen Rheinland-Pfalz | 20       | ND                                        | V                                         | 64-QAM (8-k-Modus)     | 1/2 | 1/4              | 14,93            | Nordhelle, Fernmeldeturm Bödefeld, Giersberg                                                            |
| 30    | 546            | ZDFmobil                        | - ZDF - 3sat - ZDFinfo - KiKA (06–21:00 Uhr)/ZDFneo (21–06:00 Uhr)                                                            | 20       | ND                                        | V                                         | 16-QAM (8-k-Modus)     | 2/3 | 1/4              | 13,27            | Nordhelle, Fernmeldeturm Bödefeld, Giersberg                                                            |

### Mittelwelle
Von 1950 bis 1993 wurde auf der Mittelwellenfrequenz 702 kHz (vor Inkrafttreten des Genfer Wellenplans 1978 701 kHz) mit einer Sendeleistung von 5 kW gesendet.

## Mobilfunk
Auch wird der Mast von den Mobilfunkunternehmen für ihre Sendeanlagen genutzt (Mobil- und Richtfunk). Im September 2015 wurde zuletzt ein zweisektoriger LTE-Sender im 2600-MHz-Frequenzspektrum von Vodafone installiert und in Betrieb genommen, dieselbe Anlage deckt auch das 800-MHz-LTE-Band und UMTS ab. Die Sektoren sind nach 40° und 120° ausgerichtet und versorgen die angrenzenden Ortsteile mit schnellem Internet und Telefonie.

## Nachbarsender

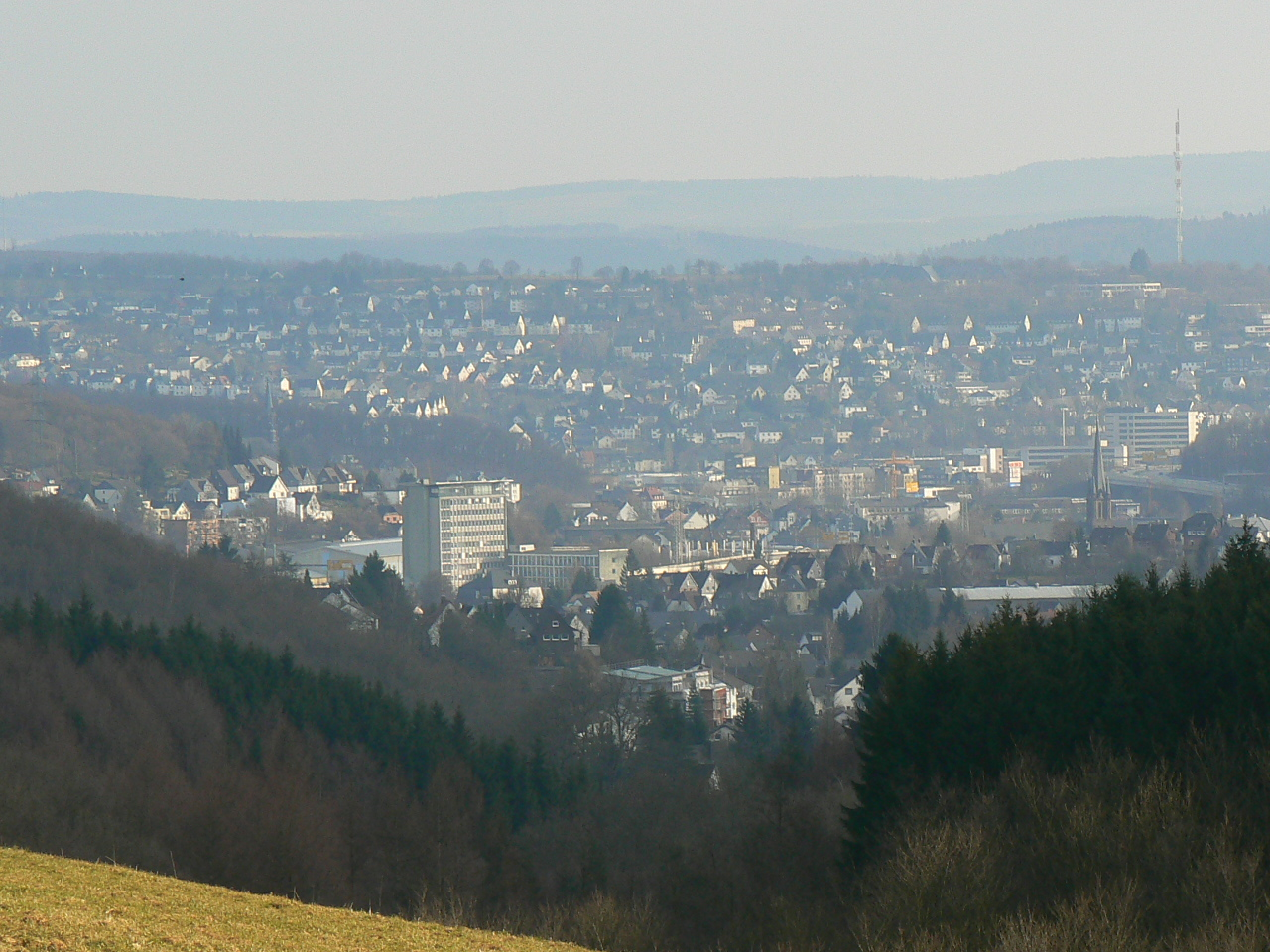
Blick auf Geisweid (untere Bildhälfte) und Weidenau mit dem Giersberg (obere Bildhälfte) und der dortigen Senderanlage (rechter Bildrand)

Durch die Mittelgebirgslandschaft des Siegerlandes ist die Empfangsqualität in dieser Region sehr unterschiedlich. Im größten Teil des Siegener Stadtgebietes kann per Stab- oder Zimmerantenne empfangen werden. Außerhalb davon ist eine Dachantenne erforderlich, mit der teilweise auch zusätzliche Standorte empfangen werden können. Teilweise ist damit auch nur der Empfang örtlicher Sender möglich, manchmal muss auf digitalen Satellitenempfang (DVB-S) zurückgegriffen werden.
In günstigen Lagen des Sieger- und Sauerlands ist es möglich, private Programme (Freenet TV) aus den Nachbarregionen zu empfangen.
Die Lokalzeit Südwestfalen des WDR wird nur von den drei Sendern Nordhelle, Siegen und Hochsauerland sowie von den Sendern des DVB-T2-Gebietes Bielefeld gesendet. Von Standorten außerhalb NRWs wird nur die Lokalzeit Köln ausgestrahlt.

## Adresse
Das Grundstück mit dem Sendemast liegt an der Straße Am Sender, einer Seitenstraße der Giersbergstraße.